# Asser Wallenius
Asser Rafael Wallenius (* 23. Juli 1902 in Tampere; † 25. Februar 1971 in Helsinki) war ein finnischer Eisschnellläufer und Automobilrennfahrer.

## Werdegang
Wallenius, der für den Tampereen Pyrintö startete, wurde bei der finnischen Meisterschaft 1921 Achter und im folgenden Jahr Vierter. Bei der Mehrkampf-Europameisterschaft in Helsinki gewann er die Bronzemedaille. In der Saison 1922/23 kam er bei der Mehrkampf-Weltmeisterschaft 1923 in Stockholm auf den elften Platz, bei der Mehrkampf-Europameisterschaft 1923 in Hamar auf den sechsten Rang und bei der finnischen Meisterschaft auf den dritten Platz. Im folgenden Jahr wurde er bei der Mehrkampf-Weltmeisterschaft in Helsinki Vierter und bei den Olympischen Winterspielen 1924 in Chamonix jeweils Zehnter über 5000 und 10.000 Meter und Fünfter über 500 Meter. Bei der Mehrkampf-Weltmeisterschaft im Februar 1925 in Leningrad lief er auf den siebten Platz und bei der finnischen Meisterschaft 1926 auf den fünften Platz. Nach seiner Karriere als Eisschnellläufer wurde er Automobilrennfahrer. Dabei startete er von 1935 bis 1950 mit einem Ford V8 Roadster beim Grand Prix von Finnland und errang im Jahr 1935 den dritten Platz beim Grand Prix von Estland. Im Jahr 1971 starb er nach einem Verkehrsunfall.

## Persönliche Bestleistungen
| Disziplin | Zeit        | Datum           | Ort      |
| --------- | ----------- | --------------- | -------- |
| 500 m     | 44,4 s      | 19. Januar 1924 | Davos    |
| 1000 m    | 1:45,0 min  | 14. Januar 1923 | Helsinki |
| 1500 m    | 2:22,2 min  | 19. Januar 1924 | Davos    |
| 5000 m    | 9:02,7 min  | 19. März 1922   | Tampere  |
| 10.000 m  | 18:41,2 min | 19. Januar 1924 | Davos    |